# Los debutantes
Los debutantes é um filme de drama chileno de 2003 dirigido e escrito por Andres Waissbluth. Foi selecionado como representante do Chile à edição do Oscar 2004, organizada pela Academia de Artes e Ciências Cinematográficas.

## Elenco
- Antonella Ríos - Gracia